# Cheadle, Staffordshire
Cheadle är en stad och civil parish i grevskapet Staffordshire i England. Staden ligger i distriktet Staffordshire Moorlands, cirka 13 kilometer öster om Stoke-on-Trent och cirka 22 kilometer nordost om Stafford. Tätorten (built-up area) hade 11 404 invånare vid folkräkningen år 2011.